# Церква святого Миколая (Козівка)
Церква святого Миколая в Козівці — парафія і храм греко-католицької громади Великобірківського деканату Тернопільсько-Зборівської архієпархії Української греко-католицької церкви в селі Козівка Тернопільського району Тернопільської области.
Оголошена пам'яткою архітектури місцевого значення.

## Історія церкви
У 1888 році в селі Козівка на пожертви парафіян та меценатів була збудована нова церква разом із дзвіницею. У 1903 році церкву розписали.
У 1959 році було проведено капітальний ремонт храму, а його розпис виконав Володимир Косовський. У 1970 році встановлено іконостас, автором якого був Петро Петровський.
До 1946 року і з 1990 року храм належить до УГКЦ.
У 1932 році на парафії провів місію владика Іван Бучко, а у 1937 році її відвідав владика Никита Будка.
У 1992 році парафію візитував владика Михаїл Сабрига, а у 2010 році — владика Василій Семенюк.
У 1998 році на парафії відбулася місія отців Редемптористів.
При парафії діють такі спільноти: братства Матері Божої Неустанної Помочі, Сім'я Найсвятішого Серця Христового, «Жива Вервиця», а також Марійська дружина та Вівтарна дружина.
На території парафії встановлено 24 хрести та фігури парафіяльного значення, біля яких щорічно проводяться богослужіння.

## Парохи
- о. Дмитро Білінський (1835—1851),
- о. Іван Білінський (1851—1859),
- о. Іларіон Білінський (1859—1910),
- о. Клим (1913—1915),
- о. Антон Онуферко (1915—1927),
- о. Стефан Хабурський (1927—1931),
- о. Мар'ян Волошинський (1931—1942),
- о. Василь Демчишин (1942—1946),
- о. Володимир Шафран (1990—1995),
- о. Василь Брегін (з 1995).